# Liste de candidats de supernova
Pour les autres listes d'étoiles, voir Liste de listes d'étoiles.
La liste de candidats de supernova recense quelques étoiles pour lesquelles les astronomes pensent qu'elles pourraient produire une supernova. Les progéniteurs des supernova de type II sont des étoiles d'au moins 8 masses solaires qui achèvent leur évolution. Les sources de supernovas de type Ia sont des naines blanches proches de la masse de Chandrasekhar, soit environ 1,38 masse solaire, qui se trouvent dans un système binaire et qui vampirise de la matière de l'étoile compagne.
| Nom                | Époque J2000  | Époque J2000 | Constellation    | Distance (années-lumière) | Type spectral | Notes  |
| Nom                | A.D.          | δ            | Constellation    | Distance (années-lumière) | Type spectral | Notes  |
| ------------------ | ------------- | ------------ | ---------------- | ------------------------- | ------------- | ------ |
| IK Pegasi          | 21h 26m 26.7s | +19° 22′ 32″ | Pégase           | 150                       | A8m:/DA       | ,      |
| Alpha Lupi         | 14h 41m 56s   | –47° 23′ 17″ | Loup             | 550                       | B1.5          | [ 2 ]  |
| Antarès            | 16h 29m 24s   | –26° 25′ 55″ | Scorpion         | 600                       | M1.5Iab-b     | [ 3 ]  |
| Bételgeuse         | 05h 55m 10.3s | +07° 24′ 25″ | Orion            | 640                       | M2Iab         | [ 4 ]  |
| Gamma2 Velorum     | 08h 09m 32.0s | −47° 20′ 12″ | Voiles           | 800                       | WC8           |        |
| Pi Puppis          | 7h 17m 08s    | –37° 05′ 51″ | Poupe            | 1100                      | K3 Ib         |        |
| 119 Tauri          | 05h 32m 12.8s | +18° 35′ 40″ | Taureau          | 1700                      | M2Iab-Ib      |        |
| RS Ophiuchi        | 17h 50m 13.2s | –06° 42′ 28″ | Ophiuchus        | 1950–5200                 | M2III/D       |        |
| T Coronae Borealis | 15h 59m 30.2s | +25° 55′ 13″ | Couronne boréale | 2,000                     | M3III/D       | [ 5 ]  |
| HD 168625 (en)     | 18h 21m 19.5s | −16° 22′ 26″ | Sagittaire       | 2200                      | B6Ia          | [ 6 ]  |
| Mu Cephei          | 21h 43m 30.5s | +58° 46′ 48″ | Céphée           | 2400                      | M2Ia          | [ 7 ]  |
| T Pyxidis          | 09h 04m 41.5s | −32° 22′ 48″ | Boussole         | 3260                      |               | ,      |
| HD 179821          | 19h 13m 58.6s | +00° 07′ 32″ | Aigle            | 3300                      | G5Ia          | ,      |
| VY Canis Majoris   | 07h 22m 58.3s | −25° 46′ 03″ | Grand Chien      | 4900                      | M5eIa         | ,      |
| P Cygni            | 20h 17m 47.2s | +38° 01′ 59″ | Cygne            | 6000                      | B1Ia+         |        |
| Eta Carinae        | 10h 45m 03.6s | −59° 41′ 04″ | Carène           | 7000–8000                 | LBV           | [ 13 ] |
| WR 104             | 18h 02m 04.1s | –23° 37′ 41″ | Sagittaire       | 8000                      | WC9d/OB       | ,      |
| IRC+10420          | 19h 26m 48.1s | +11° 21′ 17″ | Aigle            | 10000–23000               | F8Ia+         | ,      |
| Rho Cassiopeiae    | 23h 54m 23.0s | +57° 29′ 58″ | Cassiopée        | 12000                     | G2Ia0e        |        |
| Wray 17-96 (en)    | 17h 41m 35s   | –30° 06′ 39″ | Scorpion         | 15000                     | B3            |        |
| Sher 25            | 11h 15m 07.8s | −61° 15′ 17″ | Carène           | ~20000                    | B1.5Iab       | [ 18 ] |
| HD 179821          | 19h 13m 58.6s | +00° 07′ 32″ | Aigle            | 20000                     | G5Ia          | ,      |
| V445 Puppis (en)   | 07h 37m 56.9s | –25° 56′ 59″ | Poupe            | 27000                     |               | [ 19 ] |
| U Scorpii (en)     | 16h 22m 30.7s | –17° 52′ 42″ | Scorpion         | 39000                     |               | [ 20 ] |
| KPD 1930+2752 (en) | 19h 32m 14.9s | +27° 58′ 35″ | Cygne            |                           | sdB/D         | [ 21 ] |